# 永清街道 (武汉市)
永清街道是中华人民共和国湖北省武汉市江岸区下辖的一个街道办事处。

## 行政区划
永清街道下辖以下村级行政区划单位：
吉林社区、沈阳社区、芦沟桥社区、永兴社区和仁义社区。